# USS Murphy (DD-603)
USS Murphy (DD-603) là một tàu khu trục thuộc lớp Benson của Hải quân Hoa Kỳ đã phục vụ trong suốt Chiến tranh Thế giới thứ hai. Nó là chiếc tàu chiến đấu tiên của Hải quân Hoa Kỳ được đặt tên theo Đại úy Hải quân John McLeod Murphy (1827-1871), người từng tham gia cuộc Nội chiến Hoa Kỳ.

## Thiết kế và chế tạo
Murphy được đặt lườn tại chi nhánh xưởng tàu của hãng Bethlehem Steel Corporation ở đảo Staten, New York vào ngày 19 tháng 5 năm 1941. Nó được hạ thủy vào ngày 29 tháng 4 năm 1942; được đỡ đầu bởi cô M. Elsie Murphy, con gái Đại úy Murphy, và được cho nhập biên chế vào ngày 25 tháng 7 năm 1942 dưới quyền chỉ huy của Hạm trưởng, Trung tá Hải quân Leonard W. Bailey.

## Lịch sử hoạt động
Sau khi chạy thử máy ngoài khơi Casco Bay, Maine và thực hiện một chuyến hộ tống đến Halifax, Nova Scotia, Murphy tham gia Đội Tấn công Trung tâm thuộc Lực lượng Đặc nhiệm Hải quân phía Tây đang tập trung tại Norfolk, Virginia, và lên đường vào cuối tháng 10 năm 1942 để đi Fedhala, Maroc tham gia Chiến dịch Torch, cuộc đổ bộ của lực lượng Đồng Minh lên Bắc Phi. Đi đến ngoài khơi các bãi đổ bộ vào ngày 7 tháng 11, chiếc tàu khu trục điều phối các đợt xuồng đổ bộ tấn công vào ngày hôm sau, rồi bắn pháo hỗ trợ ngoài khơi Point Blondin khi con tàu bị bắn trúng phòng động cơ phía sau trong một cuộc đấu pháo tay đôi với khẩu đội phòng thủ duyên hải Sherkhi, khiến ba người thiệt mạng và 25 người khác bị thương. Các biện pháp kiểm soát hư hỏng kịp thời đã giúp ngăn ngừa những hư hại nghiêm trọng, và thủy thủ đoàn đã sửa chữa kịp thời để lại tham gia cùng các tàu hỗ trợ hỏa lực khác để vô hiệu hóa các khẩu pháo ở mũi Blondin. Con tàu tiếp tục ở lại ngoài khơi Fedhala trong suốt trận Hải chiến Casablanca, chống trả một đợt không kích vào ngày 9 tháng 11, cho đến khi lên đường đi Boston, Massachusetts để sửa chữa, đến nơi vào ngày 24 tháng 11.
Murphy sau đó hộ tống các đoàn tàu vận tải đi lại giữa New York và Panama, và Norfolk với Casablanca, cho đến khi tham gia lực lượng tấn công "Dime" trong khuôn khổ Chiến dịch Husky, bảo vệ cho Trận đổ bộ Gela tại Sicily vào tháng 7 năm 1943. Vào ngày 10 tháng 7, đang khi tuần tra ngoài khơi bãi đổ bộ, nó chịu đựng những phát suýt trúng của hỏa lực càn quét trong một đợt không kích ban đêm, bị bắn trúng đuôi tàu và khiến một người bị thương. Nó lại bị tấn công hai ngày sau đó, suýt trúng một máy bay ném bom bổ nhào ở khoảng cách 100 yd (91 m), nhưng vẫn tiếp tục bắn pháo hỗ trợ ngoài khơi Sicily cho đến tháng 8. Đang khi hộ tống một đội tàu vận tải đi Palermo, nó lại bị máy bay ném bom bổ nhào tấn công, nhưng lần này nó bắn rơi hai máy bay đối phương.
Murphy quay trở về Hoa Kỳ sau khi kết thúc việc chiếm đóng Sicily, rồi hộ tống các đoàn tàu vận tải hướng sang Anh. Rời cảng New York vào ngày 21 tháng 10 cùng một đoàn tàu bao gồm 17 tàu hàng, bảy tàu khu trục và hai thiết giáp hạm, chiếc tàu khu trục mắc tai nạn va chạm ở vị trí cách 75 nmi (139 km) ngoài khơi bờ biển New Jersey, khi nó bị chiếc tàu chở dầu SS Bulkoil húc vào mạn trái giữa cầu tàu và ống khói phía trước. Chiếc tàu khu trục bị cắt làm đôi; phần phía trước bị đắm ở độ sâu 265 ft (81 m), mang theo 36 sĩ quan và thủy thủ. Hai phần ba còn lại của con tàu vẫn giữ nổi được và được kéo về Xưởng hải quân New York để sửa chữa; công việc kéo dài đến bảy tháng, bao gồm việc thay thế một mũi tàu hoàn toàn mới.
Murphy gia nhập trở lại hạm đội kịp thời để tham gia cuộc Đổ bộ Normandy. Vào ngày 5 tháng 6 năm 1944, nó rời Portland, Anh đi đến khu vực tác chiến được phân công ngoài khơi Vierville, Pháp, được biết đến dưới tên gọi bãi Omaha. Nó tiếp tục ở lại khu vực, bắn pháo hỗ trợ và bảo vệ các tàu vận tải cho đến giữa tháng 6, tham gia đấu pháo tay đôi với các khẩu đội pháo duyên hải đối phương vào ngày 8 tháng 6, và đẩy lui nhiều đợt tấn công của tàu ngầm U-boat và tàu phóng lôi E-boat đối phương. Đến tháng 7, nó đi sang khu vực Địa Trung Hải hoạt động cùng lực lượng Đặc nhiệm 88, lực lượng tàu sân bay tham gia vào Chiến dịch Dragoon, cuộc đổ bộ lên miền Nam nước Pháp. Nó đã bắn pháo hỗ trợ, canh phòng máy bay và hộ tống trong cuộc đổ bộ trước khi lên đường quay trở về New York để đại tu vào đầu tháng 9.
Murphy hoạt động trở lại vào cuối năm 1944, tham gia cùng tàu tuần dương hạng nặng Quincy tại Norfolk khi chiếc này đưa Tổng thống Franklin D. Roosevelt tham dự các cuộc Hội nghị Malta và Great Bitter Lake, Ai Cập. Sau khi đi đến Great Bitter Lake, chiếc tàu khu trục được cho tách ra để đi đến Jidda, Ả-rập Xê-út, với nhiệm vụ đưa Vua Ibn Saud của Ả-rập Xê-út và đoàn tùy tùng đi đến hội nghị. Sau khi băng qua kênh đào Suez, Murphy trở thành chiếc tàu chiến Hoa Kỳ đầu tiên cập cảng Jidda; nó thả neo vào ngày 11 tháng 2 năm 1945, và Hoàng gia Ả-rập lên tàu vào ngày hôm sau. Vua Ibn Saud chưa từng rời đất nước mình và chưa từng di chuyển bằng tàu thuyền; một tấm lều bạt lớn được cấu trúc ở sàn tàu trước để đó tiếp đoàn Đức Vua cùng đoàn tùy tùng 48 người; thảm được trải trên các lối đi của sàn tàu, và một bãi quây súc vật được bố trí giữa các đường ray thả mìn sâu phía đuôi tàu nơi những con cừu được mang theo phục vụ cho bữa ăn cho nhà vua. Chiếc tàu khu trục lên đường ngay lập tức và đi đến Great Bitter Lake vào ngày 15 tháng 2. Khi các hành khách đã rời tàu, nó lên đường quay trở về New York để sửa chữa nhỏ, trước khi tham gia một đội tìm-diệt tàu ngầm làm nhiệm vụ ngoài khơi bờ biển New England và Nova Scotia. Vào tháng 5, nó hộ tống một trong những đoàn tàu vận tải cuối cùng đi sang Oran, Algérie và quay trở về.
Khi Mặt trận Đại Tây Dương cuối cùng đã chiến thắng, Murphy đi vào Xưởng hải quân Boston để tái trang bị vào ngày 2 tháng 6 năm 1945, nhằm chuẩn bị cho nó chuyển sang Hạm đội Thái Bình Dương. Nó rời Boston vào ngày 10 tháng 7, băng qua kênh đào Panama để đi sang vùng bờ Tây, và đi đến Okinawa vào ngày 9 tháng 9. Được phân về Đệ Ngũ hạm đội làm nhiệm vụ chiếm đóng tại vùng biển phía Nam Nhật Bản, nó viếng thăm Nagasaki, Yokosuka, Wakayama và Nagoya trước khi rời Okinawa vào ngày 21 tháng 11 để quay trở về Hoa Kỳ. Đi ngang qua Saipan, Trân Châu Cảng, San Diego và kênh đào Panama, nó đi đến Charleston, South Carolina để chuẩn bị được cho ngừng hoạt động.
Murphy được cho xuất biên chế và đưa về lực lượng dự bị tại Charleston vào ngày 9 tháng 3 năm 1946. Tên nó được cho rút khỏi danh sách Đăng bạ Hải quân vào ngày 1 tháng 11 năm 1970; và nó bị bán để tháo dỡ vào ngày 6 tháng 10 năm 1972.

## Phần thưởng
Murphy được tặng thưởng bốn Ngôi sao Chiến trận do thành tích phục vụ trong Thế Chiến II.